# Télemakhosz

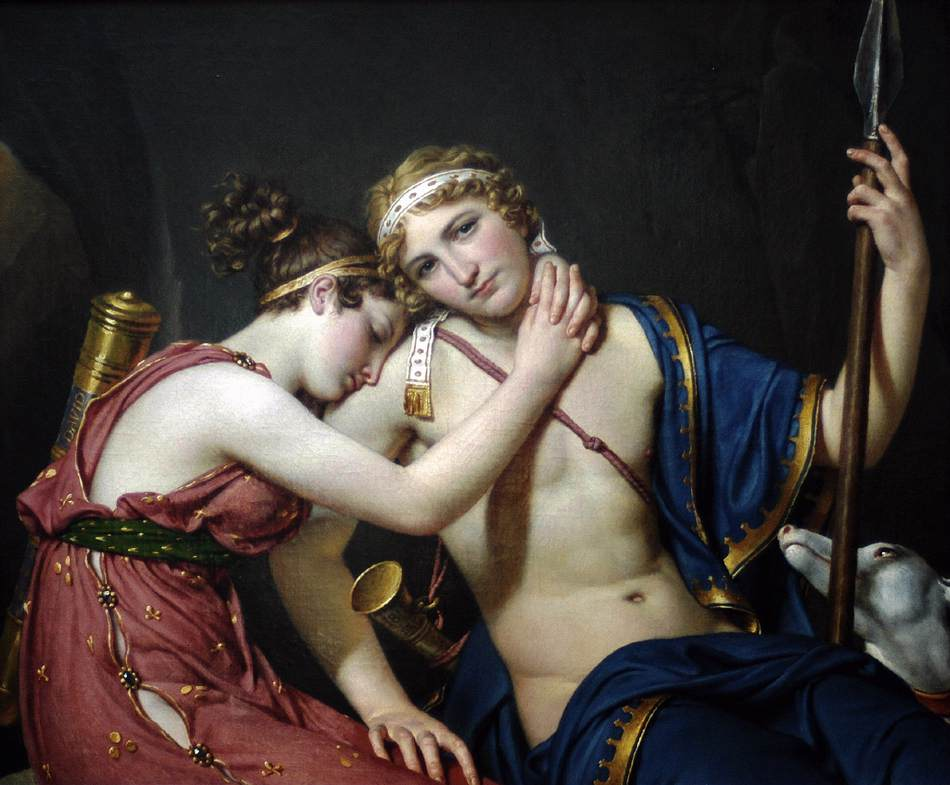
Télemakhosz és Eukharisz, szerző: Jacques-Louis David (1748 - 1825)

Télemakhosz (ógörögül: Τηλέμαχος – Télemakhosz, latinul: Telemachus) a görög mitológiában Odüsszeusz és Pénelopé fia.

## Élete
Amikor Odüsszeusz Trója alá indul, a gyerek Télemakhosz ott marad anyja és apja öreg barátja, Mentór gondjaira bízva. Az Odüsszeiában Télemakhosz 20 éves ifjú, a ház ura, akinek az anyja is engedelmeskedik (Odüsszeia, XXI.344-358). Ithaka és a szomszédos szigetek számos előkelője verseng Pénelopé kezéért. Miután halottnak hiszik Odüsszeuszt, garázdálkodnak házában, tékozolják Télemakhosz örökölt vagyonát, s ő hasztalan próbálja megfékezni őket. Télemakhosz híreket akar kapni apjáról, s ezért annak trójai fegyvertársaihoz, Nesztórhoz és Menelaoszhoz fordul felvilágosításért. Csak annyit sikerült megtudnia, hogy Odüsszeusz néhány évvel ezelőtt még Kalüpszó nimfa fogságában volt (Hom. Od. I-IV.)
Télemakhosz egész útja során Pallasz Athéné állandó segítségét élvezi, aki hol Mentór képében kíséri, hol álmában azt tanácsolja neki, hogy kerülő úton térjen haza, mert a kérők kelepcébe akarják csalni. Ithakába visszaérkezve Télemakhosz Eumaiosz kondás házában találkozik a vándor koldusnak öltözött Odüsszeusszal, aki hamarosan felfedi kilétét fia előtt. Odüsszeusz és Télemakhosz együtt tervelik ki, hogyan álljanak bosszút a kérőkön. Télemakhosznak a lakomateremből ki kell csempésznie az összes fegyvert, és el kell rejtenie, nehogy a kérők használhassák. Télemakhosz  részt vesz a kérőkkel való leszámolásban és megölésük előkészítésében (XVI-XXII.). A Homérosz utáni hagyomány többféle változatot ismertet Télemakhosz további sorsáról. Az egyik szerint Télemakhosz, amikor Püloszban tartózkodott Mentórnál, együtt hál pártfogója leányával, Polükasztéval, aki Perszepolisz nevű fiát szüli neki (Hes. frg.221). Egy másik verzió szerint Télemakhosz Odüsszeusz halála után Kirké szigetére tévedt és feleségül veszi a varázslónőt. Ebből a frigyből születik Latinus, az itáliai latinok névadója (Hyg. Fab.127).